# Athenas (cantante)
Athenas María Venica (Buenos Aires, 10 de enero de 1992), conocida simplemente como Athenas; es una cantante y compositora argentina de música católica. Obtuvo reconocimiento internacional a partir de su actuación en la Jornada Mundial de la Juventud de 2013 en Brasil.
En 2022 fue nominada al Latin Grammy por su álbum Alfa y Omega en la categoría Mejor Álbum Cristiano. Con siete álbumes publicados, sus videos han alcanzado más de 500 millones de reproducciones en YouTube, y su canal se encuentra en el top 10 con más suscriptores entre las cantantes femeninas de Argentina.

## Biografía
Athenas María Vénica nació un 10 de enero de 1992 en la Ciudad Autónoma de Buenos Aires, capital de Argentina. Durante su infancia, la música folclórica de su natal país marcó el inicio de su amor por la música. Desde entonces, empezó su formación como artista integral en canto, baile, y actuación, entre otros.
A los diez años, participó en el reality show musical del canal de televisión argentino Telefe, Cantaniño, concurso en el cual fue una de cinco niños seleccionados entre miles de participantes. A partir de ese momento, se formó la banda Ktrask, un grupo de cinco integrantes, con quienes tuvo la oportunidad de visitar distintos medios de comunicación y hacer giras por todo Argentina y Uruguay. El grupo estuvo nominado a diversos premios de la música y de la televisión como los Premios Carlos Gardel y Martín Fierro, además de obtener Discos de Oro y Platino por las ventas de sus discos en su natal Argentina.
Tiempo después, una vez ya alejada de los medios y de la música secular, Athenas tuvo su primer acercamiento con la música cristiana contemporánea a los 15 años de edad, lo que despertó su deseo de cantar para Dios. En el 2012, graba algunos videos musicales junto al productor Jonatan Narváez, los cuales se viralizaron en YouTube. Gracias a la popularidad generada, Athenas pudo presentarse en diversos eventos en Latinoamérica. Uno de ellos fue la Jornada Mundial de la Juventud en Río de Janeiro, Brasil, con la presencia del Papa Francisco y un público de millones de personas.
Desde entonces, ha publicado varios álbumes de estudio, incluyendo Cristo Reina (2014), Me Basta Tu Gracia (2016), Todo Es Tuyo (2018), Todo Es Tuyo (Deluxe) (2020) y Alfa y Omega (2021), este último fue nominado al premio Grammy Latino en la categoría Mejor Álbum Cristiano en español. También ha lanzado varios volúmenes de salmos cantados, oraciones católicas con música, y diversas colaboraciones y grabaciones y sus videos en YouTube suman más de 300 millones de reproducciones. Además, participó en el álbum de Juan Delgado, Todo Pasa, trabajo discográfico ganador del Latin GRAMMY® en la categoría “Mejor Álbum Cristiano”, en 2019.
En 2020, Athenas fue invitada para componer y grabar «El Cielo Para Ti», la canción para los créditos finales de Corazón Ardiente, una película-documental acerca del Sagrado Corazón de Jesús, realizada por la productora católica española de cine Goya Producciones. También ha tenido la oportunidad de colaborar con figuras destacadas de la música católica como Jon Carlo, Juan Delgado, The Vigil Project, Jésed, Alfareros, Celinés Díaz, Pablo Martínez, Kairy Márquez, Maxi Larghi y Verónica Sanfilippo, entre otros.
En 2022, fue nominada al premio Grammy Latino por su álbum Alfa y Omega en la categoría Mejor Álbum Cristiano en español. También ha recibido distintos galardones de la música católica, entre ellos, los Pío Awards, como “Mejor Artista Femenina del Año”, “Mejor Colaboración Musical” y “Mejor Video Musical”. También ganó los Premios Spera como “Mejor Artista Latina”, los Premios de Música Cecilia como “Mejor Artista de Música Católica del año” y el YouTube Gold Creator Award (Botón de Oro de Youtube), reconocimiento por haber alcanzado el millón de suscriptores en su canal, el cual se encuentra en el top 10 con más suscriptores entre las cantantes católicas femeninas de Argentina.

## Discografía

### Álbumes de estudio
- Cristo Reina (2014) - incluye "Digno de Alabar", "Cristo Reina" y "Santo", entre otros
- Me Basta Tu Gracia (2016) - incluye "Siempre Te Amaré", "Espíritu Santo" y "Aumenta mi Fe", entre otros
- Todo Es Tuyo (2018) - incluye "Contigo María", "Todo Lo Haces Nuevo" y "Qué Bien Se Está Aquí", entre otros
- Todo Es Tuyo (Deluxe) (2020) - con 15 artistas católicos invitados
- Alfa y Omega (2021) - nominado al premio Grammy Latino, incluye "Acaso No Estoy Yo Aquí", "Glorioso Rey en la Cruz" y "Niño Dios", entre otros
- Navidad Es Jesús (2022) - EP de Navidad; incluye Noche de Paz, La Primera Navidad y Niño Dios, entre otros
- Clásicos Católicos (2025) - álbum de covers; incluye Junto a Ti María, Dios Está Aquí, Pescador de Hombres, entre otros

### Sencillos
- Diario de María (2018)
- Tú estás conmigo (Salsa) (2019)
- Pieta (Dulce Madre) (2019) - sencillo en colaboración con The Vigil Project, Nico Cabrera, y Jonatan Narvaez
- El Cielo Para Ti (2020) - canción para la película “Corazón Ardiente”
- Samaritana - (2022)
- Una Canción para la Comunión - (2023) - escrita por Jorge Luis Bohórquez
- Vive Jesús - (2023) - escrita por el padre Lucas Casaert
- Junto a Ti María - (2023) - escrita por José Miguel Cubeles
- Milagro de Amor - (2023)
- Vida en Abundancia - (2023) - escrita por Mercedes Ruiz Luque, María Bernardita Ponce Mora y María Soledad Sacchiero
- Alma Misionera - (2023)
- Acaso No Estoy Yo Aquí (Versión Mariachi) - (2023) - para la película "Guadalupe: Madre de la Humanidad
- María Tu Amor - (2024) - escrita por Francisco Andrés Flores

### Álbumes de Salmos Cantados
- Salmos Vol. I - (2016)
- Salmos Vol. II - (2017)
- Salmos Vol. III - (2017)
- Salmos Vol. IV - (2017)
- Salmos Vol. V - (2018)
- Salmos Vol. VI - (2019)
- Salmos Vol. VII - (2020)

### Oraciones Católicas
- Santo Rosario: Misterios Gozosos - (2017)
- Santo Rosario: Misterios Gloriosos - (2019)
- Santo Rosario: Misterios Dolorosos - (2020)
- Santo Rosario: Misterios Luminosos - (2020)
- Coronilla de la Divina Misericordia - (2021)
- Viacrucis - Meditaciones de San John Henry Newman - (2022)

### Otros Lanzamientos
- Todo Es Tuyo (Instrumental) (2019) - álbum
- A Jesús por María (2020) - álbum en colaboración con The Vigil Project, Verónica Sanfilippo, Nico Cabrera y Jonatan Narvaez

### Traducciones
- Con Te Maria (2020) - Contigo María en italiano
- Contigo María (Quero Caminhar) (2020) - Contigo María en portugués
- È Bello Stare Qui (2020) - Qué bien se está aquí en italiano
- Mother Mary (2020) - Contigo María en inglés

### Duetos
- Adonai (con Dave Moore de Estados Unidos) -  (2015)
- Vida En Ti (con RiM de Croacia) - (2016)
- Pieta (Dulce Madre) (con Nico Cabrera de Estados Unidos) - (2019)
- Duetos del álbum “Todo Es Tuyo (Deluxe)” (2020)
  - Todo Lo Haces Nuevo (con Verónica Sanfilippo de Argentina)
  - Al Contemplarte en la Cruz (con Joan Sanchez de Estados Unidos)
  - Inúndame (con Celinés Díaz de República Dominicana)
  - Qué Bien Se Está Aquí (con Jon Carlo de Estados Unidos)
  - Contigo, María (con Kairy Marquez de Estados Unidos)
  - Gracias, Señor (con Maxi Larghi de Argentina)
  - Hoy Es El Día (con Siervas de Perú)
  - Todo Es Tuyo (con Pablo Martínez de Argentina)
  - Te Seguiré (con Estación Cero de Colombia)
  - Nada Puede Separarte (con Kiki Troia de Argentina; Juan Delgado de Estados Unidos; y Marcelo Olima de España)
  - Cuando Miro Atrás (con José Ibáñez de España)
  - Te Adoramos, Jesús (con Grupo Emmanuel de México)
  - Tú Estás Conmigo (con Alfareros de República Dominicana)
- Mi Pastor (con Jésed de México)
- El Cielo en la Tierra (con RC Music Collective de Estados Unidos)
- Transformando Corazones (con Proyecto 67 de República Dominicana)
- Ama a Tu Señor (con Dana Catherine de Estados Unidos)
- Todo Es Bendición (con Nico Cabrera de Estados Unidos)

### Colaboraciones
- No tenemos miedo (Filocalia de Argentina) - 2013
- Jesús É o Senhor (Dyego Afonso de Brasil) - 2013
- Seu amor é Demas (Marcio Pacheco, de Brasil) - 2014
- Alabanza A Ti (Simones, de Argentina) - 2014
- Fue Jesús (Maxi Larghi, de Argentina) - 2015
- Aleluya (Javier Contreras de Argentina) - 2015
- Cristianos Perseguidos (Fresh Sánchez y StelioN, de España) - 2015
- Muévete En Mí (con Koren & Jessica, de Estados Unidos) - 2015
- Todo Lo Espero De Ti (Pablo Martínez, de Argentina) - 2016
- Si Tú Lo Quieres (Tobías Buteler, de Argentina) - 2017
- Tú eres mi rey (Uriel Arcodaci de Argentina) - 2018
- Misericordia (Juan Delgado de Estados Unidos, y varios artistas) - 2018
- Con amor eterno (Pablo Martínez de Argentina) - 2018
- Nada Soy (RioSquad, de Estados Unidos) - 2019
- Lo Que Me Hace Feliz (Estación Cero, de Colombia) - 2019
- No te vayas (Jon Carlo, de Estados Unidos) - 2019
- Até a Locura (Pablo Martínez de Argentina) - 2019
- Siempre contigo (Marcelo Olima, de España) - 2019
- Mirándote a Ti (EPIC the Band de Estados Unidos) - 2020
- Fluye tu amor (El Grito de Abel de Argentina) - 2020
- Mi Pastor (Jésed de México) - 2020
- Entra en mi vida (José Ibáñez de España) - 2021
- Me completas (Jay Ramírez de Estados Unidos) - 2021
- Misa de Paz (Dave Moore y Catholic Music Initiative, de Estados Unidos) - 2022

### Orden cronológico
- Cristo Reina (2014) - álbum
- Me Basta Tu Gracia (2016) - álbum
- Salmos Vol. I (2016)
- Salmos Vol. II (2016)
- Salmos Vol. III (2017)
- Salmos Vol. IV (2017)
- Santo Rosario: Misterios Gozosos - (2017)
- Salmos Vol. V (2018)
- Diario de María (2018) - sencillo
- Todo Es Tuyo (2018) - álbum
- Tú estás conmigo (Salsa) (2019) - sencillo
- Todo Es Tuyo (Instrumental) (2019) - álbum
- Santo Rosario: Misterios Gloriosos (2019)
- Pieta (Dulce Madre) (2019) - sencillo
- El Cielo Para Ti (2020) - sencillo
- Santo Rosario: Misterios Dolorosos (2020)
- Santo Rosario: Misterios Luminosos (2020)
- Con Te Maria (2020) - traducción
- Contigo María (Quero Caminhar) (2020) - traducción
- È Bello Stare Qui (2020) - traducción
- Mother Mary (2020) - traducción
- Todo Es Tuyo (Deluxe) (2020) - álbum
- A Jesús por María (2020) - álbum
- Coronilla de la Divina Misericordia - (2021)
- Alfa y Omega (2021) - álbum
- Viacrucis - Meditaciones de San John Henry Newman (2022)
- Samaritana (2022) - sencillo
- La Primera Navidad (2022) - sencillo
- Niño Dios (Acústico) (2022) - sencillo
- Señor a Ti Clamamos (2022) - sencillo
- Cristianos Vayamos (2022) - sencillo
- Noche de Paz (2022) - sencillo
- Navidad Es Jesús (2022) - EP
- Una Canción para la Comunión - (2023) - escrita por Jorge Luis Bohórquez
- Vive Jesús - (2023) - escrita por el padre Lucas Casaert
- Junto a Ti María - (2023) - escrita por el José Miguel Cubeles
- Milagro de Amor - (2023)
- Vida en Abundancia - (2023) - escrita por Mercedes Ruiz Luque, María Bernardita Ponce Mora y María Soledad Sacchiero
- Alma Misionera - (2023)
- Navidad es Jesús (Versión Extendida) - (2023)
- Acaso No Estoy Yo Aquí (Versión Mariachi) - (2023) - para la película "Guadalupe: Madre de la Humanidad
- María Tu Amor - (2024) - escrita por Francisco Andrés Flores

## Vida personal
Athenas está casada con el músico Tobías Buteler desde el 25 de febrero de 2017. El 2 de julio de 2021, anunció a través de sus redes sociales que estaba cursando el embarazo de quien sería el primer hijo del matrimonio. El 4 de septiembre de 2021 nació su hijo Elías.